# St. Michael (Lindholm)

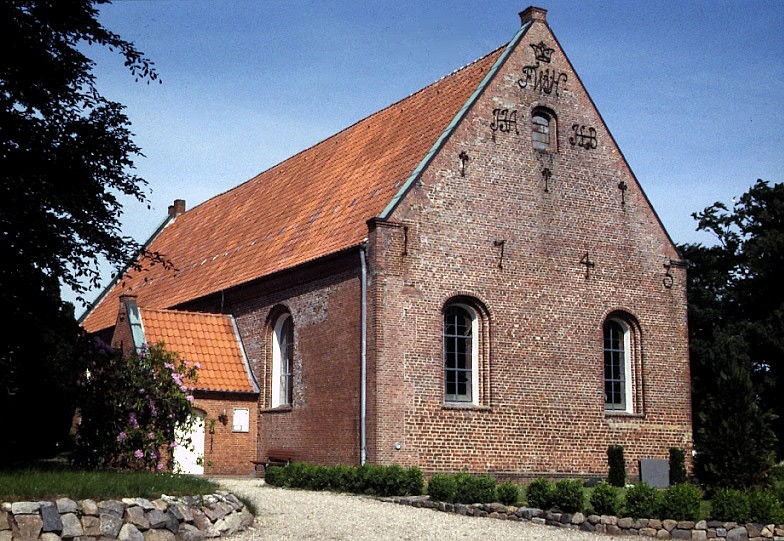
St. Michael (Lindholm)

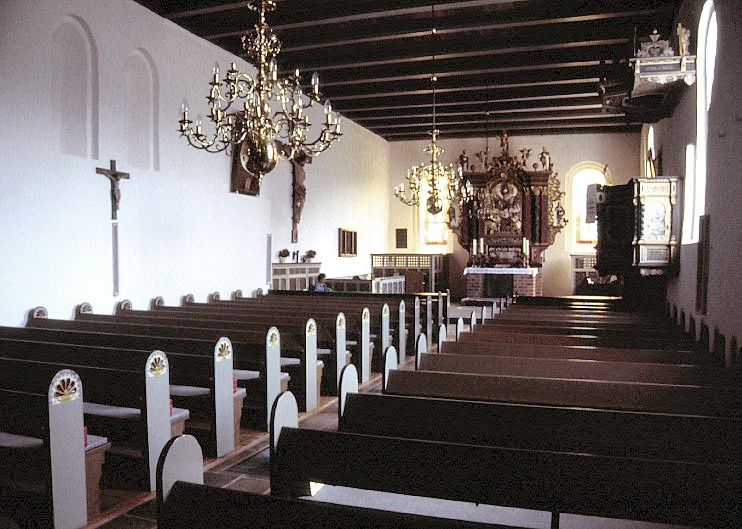
Innenansicht

Die Kirche St. Michael ist ein geschütztes Kulturdenkmal mit der Objekt-ID 3374 im Denkmalschutzgesetz im Ortsteil Lindholm der Gemeinde Risum-Lindholm im Kreis Nordfriesland von Schleswig-Holstein. Die Kirchengemeinde gehört zum Kirchenkreis Nordfriesland der Evangelisch-Lutherischen Kirche in Norddeutschland.

## Baubeschreibung
Das Langhaus der aus der Mitte des 13. Jahrhunderts stammenden Saalkirche wurde 1743 durch Erweiterung nach Osten umgebaut. Die Sakristei an der Südwand blieb erhalten. 
Zur Kirchenausstattung gehören ein Taufbecken aus Sandstein aus dem 13. Jahrhundert, ein Altar von 1745, auf dessen Predella sich ein Relief mit der Darstellung des Abendmahls Jesu befindet, die 1682 aufgestellte Kanzel, ein Triumphkreuz aus dem 14. Jahrhundert und ein Kruzifix aus derselben Zeit.